# Wanessa Camargo (álbum de 2002)
Wanessa Camargo é o terceiro álbum de estúdio da artista musical brasileira de mesmo nome, lançado em 5 de dezembro de 2002 pela BMG. O disco vendeu mais de 350 mil cópias.

## Desenvolvimento
O álbum é diferente dos outros dois anteriores lançados ele segue uma linha ainda mais pop e músicas do estilo pop rock como "Paga pra Ver", "Como Dizer Ao Coração" e "Sem Querer". Um dos compositores e produtores do álbum, Jason Deere, que é americano, compôs algumas canções do álbum em inglês e depois Wanessa repassou para português. A cantora diz ter escolhido o próprio nome, para colocar pela terceira vez em um de seus álbuns, porque o primeiro, que também levou seu nome, deu certo. Foi o primeiro CD da Wanessa que teve lançamento em Portugal, em 2002 Wanessa fez uma viagem para promover o lançamento, que incluiu um show em Porto e divulgação nos programas Lux, Olá Portugal e A Vida é Bela.

## Recepção
A única música do álbum que consta entre as 100 mais tocadas das rádios daquele ano é "Sem Querer" na posição 82, mostrando um certo declínio em relação aos projetos anteriores de Camargo.

## Lista de faixas
| N.º            | Título                                                      | Compositor(es)                                                        | Duração |  |
| 1.             | "Como Dizer ao Coração"                                     | César Lemos Karla Aponte                                              | 3:36    |  |
| 2.             | "Um Dia... Meu Primeiro Amor" ("My Sweet Someday")          | Jason Deere Natalie Falk Alexa Falk Versão: Dudu Falcão               | 3:30    |  |
| 3.             | "Sem Querer"                                                | Deere Lemos Jamie Richard                                             | 3:32    |  |
| 4.             | "Filme de Amor"                                             | Carlos Colla Zé Henrique Sérgio Knust Marcelão                        | 3:52    |  |
| 5.             | "O Tempo Que a Paixão Quiser" ("How Could I Love You More") | Deere Trina Harmon Versão: Falcão                                     | 4:23    |  |
| 6.             | "Paga Pra Ver (Tô Pagando Pra Ver)"                         | Alvaro Socci Pablo Fernando                                           | 3:42    |  |
| 7.             | "Vou Te Amar Pra Sempre"                                    | Greyce Silvio Richetto                                                | 3:40    |  |
| 8.             | "Tentei Te Esquecer" ("Phones Are Ringing' All Over Town")  | Marc Beeson Kin Vassy David Mac Kechnie Versão: Wanessa Camargo, Juno | 3:29    |  |
| 9.             | "Sonho Meu"                                                 | Lemos Camargo                                                         | 3:55    |  |
| 10.            | "Nada Sem o Seu Amor" ("Don't Have To Let Go")              | Jessica Simpson Harmon Deere Versão: Falcão                           | 4:00    |  |
| 11.            | "Falta Teu Beijo"                                           | Lemos Aponte                                                          | 3:43    |  |
| 12.            | "Te Amo Assim"                                              | Pedro Barezzi Lucas Robles                                            | 4:10    |  |
| 13.            | "O Nosso Amor" ("Your Love")                                | Deere Lemos Versão: Falcão                                            | 4:04    |  |
| 14.            | "My Sweet Someday"                                          | Deere Natalie Falk Alexa Falk                                         | 3:30    |  |
| Duração total: | Duração total:                                              | Duração total:                                                        | 53:06   |  |

## Certificações
| Chart                   | Certificação |
| ----------------------- | ------------ |
| Brasil CDs Sales (ABPD) | Ouro         |